# John Woodburn
John Woodburn (* 22. Dezember 1936 in Birmingham; † 14. April 2017 in Twyford (Hampshire)) war ein britischer Radrennfahrer und nationaler Meister im Radsport.

## Sportliche Laufbahn
Woodburn war im Straßenradsport aktiv. 1961 siegte er in der nationalen Meisterschaft im Einzelzeitfahren vor Charly McCoy. 1962 gewann er auf der Bahn den britischen Titel in der Einerverfolgung. 1978, 1980 und 1983 holte er den Titel im Einzelzeitfahren der Amateure im 12-Stunden-Rennen. 1980 und 1981 gewann er die Meisterschaft im 24-Stunden-Rennen. 
1978 gewann er die Rennserie British Best All-Rounder (BBAR) und war damit der älteste Sieger in diesem Wettbewerb. Von 1963 bis 1966 fuhr er als Unabhängiger und Berufsfahrer, danach wieder als Amateur. 1963 bestritt er die Internationalen Friedensfahrt und wurde als bester Brite 14. des Endklassements. Später startete er in verschiedenen Seniorenklassen und stellte eine Reihe britischer Rekorde in Zeitfahrrennen auf.